# Rodrigueziella handroi
Rodrigueziella handroi là một loài thực vật có hoa trong họ Lan. Loài này được (Hoehne) Pabst miêu tả khoa học đầu tiên năm 1975.